# Spittal an der Drau (kotar)
Spittal an der Drau jedan je od 94 austrijskih kotara. Prema procjeni iz 2025. godine ima 75 545 stanovnika.
Sjedište kotara je istoimeni grad Spittal na Dravi.

## Zemljopis
Kotar Spittal an der Drau na zapadu graniči s Tirolom na zapadu, na jugu s kotarom Hermagor i s kotarom Villach-Land, na sjeveru sa Salzburgom, na istoku s kotarima St. Veit an der Glan.

## Administrativna podjela
Spittal je administrativno podijeljen na 33 općina od kojih tri imaju status grada, 10 ima status trgovišta, a 20 su obične općine;

### Gradovi
- Gmünd in Kärnten (slov. Sovodenj)
- Radenthein (slov. Radenče)
- Spittal na Dravi

### Trgovišta
- Greifenburg
- Lurnfeld (slov. Lurnsko Polje)
- Millstatt am See (slov. Milje)
- Oberdrauburg (slov. Zgornji Dravograd)
- Obervellach (slov. Zgornja Bela)
- Rennweg am Katschberg
- Sachsenburg
- Seeboden am Millstättersee (slov. Jezernica)
- Steinfeld
- Winklern

### Općine
- Bad Kleinkirchheim
- Baldramsdorf
- Berg im Drautal
- Dellach im Drautal
- Flattach
- Großkirchheim
- Heiligenblut am Großglockner
- Irschen
- Kleblach-Lind
- Krems in Kärnten
- Lendorf
- Mallnitz
- Malta
- Mörtschach
- Mühldorf
- Rangersdorf
- Reißeck
- Stall
- Trebesing
- Weißensee

## Vanjske poveznice
- Službena stranica  Arhivirana inačica izvorne stranice od 11. ožujka 2021. (Wayback Machine)